# Chojnatka (struga)
Chojnatka – struga, prawy dopływ Rawki o długości 17,82 km.
Płynie w województwie łódzkim. Wypływa w okolicach miejscowości Budy Chojnackie oraz Turowa Wola (gmina Kowiesy). Przepływa ze wschodu na zachód przez tereny rolnicze i leśne oraz przez miejscowości Kowiesy, Jeruzal i Chojnata. Do Rawki wpada 38 km od jej źródła, we wsi Suliszew (gmina Nowy Kawęczyn). Do Chojnatki wpada szereg nienazwanych strumieni.
Struga jest wąska i płytka, nieuregulowana i względnie czysta (II klasa czystości w 2003 r., w latach następnych lokalnie obniżona do III). Dawniej nosiła nazwę Gaczna.